# Ноу Сарденья
«Ноу Сарденья» (кат. Camp municipal de futbol Nou Sardenya) — футбольный стадион, расположенный в Барселоне, Каталония, Испания. Открыт в 1940 году, с этого же времени является домашним полем для команды «Европа», выступающей в Терсере.

## История арены
С момента своего основания и до 1940 года «Европа» выступала исключительно на любительском уровне.
В 1940 году, с выходом в региональную Примеру Каталонии, клуб начал возведение собственного стадиона, торжественно открытого в том же году.
Поле было названо в честь итальянского острова Сардиния (исп. Cerdeña.)
Общая вместимость стадиона составляет 7 000 человек.
Уже три года спустя после открытия на арене прошла широкомасштабная реконструкция, включавшая, в частности, постройку дополнительной трибуны на 1000 зрителей.
Деньги на реализацию данного проекта были получены после трансфера воспитанника коллектива Антони Рамальетса в «Барселону».
26 января 1944 года, в ознаменование завершения реконструкционных работ, на поле состоялся товарищеский матч между «Европой» и «сине-гранатовыми».
В 1963 году на стадионе было установлено искусственное освещение.
Сильный рост города в 1970-х годах вынудил строителей снести часть объектов вокруг стадиона (раздевалки, офис командного руководства, часть трибун.)
В 1992-1995 годах арена была вновь полностью перестроена: рядом с ней планировалось возвести крупный спорткомплекс и обширную парковочную зону.
4 мая 1995 года стадион был официально открыт после обновления товарищеской игрой ветеранских команд.
В 2010 году на «Ноу Сарденья» был уложен новый искусственный газон, используемый и в настоящее время.